# Raunds Town FC
Raunds Town FC is een voetbalclub uit Engeland, die in 1946 is opgericht en afkomstig uit Raunds. De club speelt anno 2020 bij United Counties

## Erelijst
- United Counties  Division One (1) : 1982-1983

## Records
- FA Cup beste prestatie : 4e kwalificatie ronde, 1998-1999
- FA Trophy beste prestatie : 3e ronde, 1998-1999
- FA Vase beste prestatie : Halve finale, 1994-1995